# Blanchefort
Blanchefort war eine Familie des französischen Adels, die erstmals im 12. Jahrhundert im Zusammenhang mit den Kreuzzügen bezeugt ist.

## Geschichte
Die Familie stammte aus Blanquefort im Département Gironde. Ihr Aufstieg zu nationaler Bedeutung begann jedoch erst zu Beginn des 17. Jahrhunderts mit Charles de Blanchefort, der als Schwiegersohn von François de Bonne, duc de Lesdiguières, des letzten Connétable von Frankreich, wie dieser Marschall von Frankreich und auch dessen Nachfolger als Duc de Lesdiguières wurde – wobei Charles und sein Sohn François jeweils Erbinnen des Connétables heirateten und so den Übergang sicherstellten. Die Familie starb 1711 mit Herzog Alphonse aus.
Die wichtigsten Familienmitglieder waren:
- Bertrand de Blanquefort († 1169), Großmeister des Templerordens
- Ida de Blanquefort, die Mutter von Bertrand de Got, (Papst Clemens V., † 1314)
- Guy de Blanchefort († 1512), Großmeister des Malteserordens
- Charles I. de Blanchefort, marquis de Créquy (* 1578; † 17. März 1638), Marschall von Frankreich, Duc de Lesdiguières
- Charles III. de Blanchefort, duc de Créquy (1623–1687), Militärgouverneur von Paris
- François de Créquy, marquis de Marines, Marschall von Frankreich

sowie die Herzöge von Lesdiguières :
- Charles I. de Blanchefort († 1638) (siehe oben)
- François de Blanchefort († 1677)
- François-Emmanuel de Blanchefort († 1681)
- Jean-François de Blanchefort († 1703)
- Alphonse de Blanchefort († 1711)

## Stammliste
Ohne Anschluss:
- Bertrand de Blanquefort oder Blanchefort († 1169), 6. Großmeister des Templerordens, jüngster Sohn von Godfrey de Blanchefort

### Bis zum Ende des 15. Jahrhunderts
1. Raymond, Seigneur de Blanchefort um 1200
  1. Assalit, Seigneur de Blanchefort
    1. Archambaud, Seigneur de Blanchefort
      1. Salomon, Seigneur de Blanchefort, de Saint-Clément et de Charroux
        1. Bernard, Seigneur de Blanchefort
        2. Étienne, Seigneur de Saint-Clément, ⚭ NN, Tochter von Gui de Rignac
          1. Gui, Seigneur de Saint-Clément
          2. Louis
          3. Gui, Seigneur de Saint-Clément
            1. Gui, Seigneur de Saint-Clément, de Bois-Lamy et de Nozerolles, ⚭ 1446 Souveraine d’Aubusson, Tochter von Rainaud, Seigneur du Monteil-au-Vicomte, Schwester von Pierre d’Aubusson, Großmeister des Malteserordens 1476–1503
              1. Antoine, Seigneur de Bois-Lamy et de Nozerolles, ⚭ I Jeanne de Cologne, ⚭ II Jeanne de Laire
                1. (I) Guinot
                2. (II) Françoise, Dame de Bois-Lamy et de Nozerolles, ⚭ 12. Dezember 1495 Jean de Chabannes, Seigneur de Curton (Haus Chabannes)

              2. Jean, † 25. Februar 1494, Seigneur de Saint-Clément, de Saint-Sévère et de Saint-Janvrin, Bürgermeister von Bordeaux, ⚭ 16. August 1475, Andrée, Dame de Targé, Tochter von Charles de Norroy, Seigneur de Targé († 5. April 1518) – Nachkommen siehe unten
              3. Guy, Großmeister des Malteserordens 1512–24. November 1513
              4. Louis († 1505), Abt von Ferrières
              5. Charles, Bischof von Senlis 1513–1515
              6. Antoine
              7. Françoise, ⚭ Jean de Lestrange, Seigneur de Duras
              8. Souveraine, ⚭ Jean Pot, Seigneur de Rhodes (Haus Pot)

        3. Jourdain, ⚭ Béatrix, Tochter von Gui de Fio
        4. Charles, Seigneur de Saint-Clément

### Ab dem Ende des 15. Jahrhunderts
1. Jean, † 25. Februar 1494, Seigneur de Saint-Clément, de Saint-Sévère et de Saint-Janvrin, Bürgermeister von Bordeaux, ⚭ 16. August 1475, Andrée, Dame de Targé, Tochter von Charles de Norroy, Seigneur de Targé († 5. April 1518) – Vorfahren siehe oben
  1. François, Seigneur de Saint-Clément, de Saint-Janvrin, de Ratgé, de Sainte-Sévère, de Mirebeau et de La Cresse, ⚭ 5. Februar 1509 Renée, Tochter von Aymar, Seigneur de Prie
    1. Gilbert, Seigneur de Saint-Janvrin, de Sainte-Sévère, de Targé et de Mirebeau, ⚭ 14. Januar 1543 Marie, Tochter von Jean VIII., Seigneur de Créquy
      1. Antoine, Seigneur de Saint-Janvrin, ⚭ 19. November 1572 Chrétienne Daguerre, Tochter von Claude, Seigneur de Vienne-le-Châtel († 1611)
        1. Charles (* 1578; † 17. März 1638), Seigneur de Créquy, de Canaples, Prince de Poix, Duc de Lesdiguières, Comte de Sault, Pair de France, 18. September 1621 Marschall von Frankreich, ⚭ I 24. März 1595 Madeleine de Bonne, Tochter von François de Bonne, duc de Lesdiguières, ⚭ II 13. Dezember 1623 Bonne de Bonne, Tochter von François de Bonne, Duc de Lesdiguières
          1. (I) François († 1. Januar 1677), Duc de Lesdiguières, Comte de Sault, Seigneur de Créquy, d’Agoult, de Vesc, de Montlaur et de Montauban, Pair de France, ⚭ I 10. Februar 1619 Catherine de Bonne, Tochter von François V., Duc de Lesdiguières († 1621), ⚭ II 3. Dezember 1632 Anne, Marquise de Ragny, Tochter von Léonor de La Magdeleine, Marquis de Ragny († 2. Juli 1677)
            1. François-Emmanuel († 1681), Duc de Lesdiguières, Comte de Sault, Seigneur de Créquy, d’Agoult, de Vesc, de Montlaur et de Montauban, Pair de France, ⚭ 12. März 1675 Paule Marguerite Françoise de Gondi, Duchesse de Retz, Marquise de La Garnache, Comtesse de Joigny, Baronne de Mortagne, Tochter von Pierre de Gondi, Duc de Retz († 1716)
              1. Jean-François (* 3. Oktober 1678; † 6. Oktober 1703), Duc de Lesdiguières, Comte de Sault, Seigneur de Créquy, d’Agoult, de Vesc, de Montlaur et de Montauban, Pair de France, ⚭ 18. Januar 1696 Luise de Durfort, Tochter von Jacques, Duc de Duras

            2. Charles-Nicolas, Marquis de Ragny († 28. November 1674)

          2. (I) Charles († 15. Mai 1630), Seigneur de Créquy et de Canaples, ⚭ 31. Mai 1620 Anne de Beauvoir, Tochter von Claude, Seigneur de Bonneval († 18. Februar 1686)
            1. Charles (* 1623; † 13. Februar 1687), Seigneur de Créquy, Prince de Poix, Juni 1652 Duc de Créquy, Pair de France, Militärgouverneur von Paris, ⚭ Anne de Saint-Gelais, Tochter von Gilles, Seigneur de Lansac († 10. August 1709)
              1. Marguerite († 12. August 1707), ⚭ 3. April 1675 Charles de La Trémoille, Duc de Thouars († 1709) (Haus La Trémoille)

            2. François
            3. Alphonse († 5. August 1711), Comte de Canaples, dann Duc de Lesdiguières, Pair de France, ⚭ 12. September 1702 Gabrielle de Rochechouart, Tochter von Louis Victor de Rochechouart, Duc de Mortemart, Marschall von Frankreich (Haus Rochechouart)
            4. François (* 2. Oktober 1629; † 4. Februar 1687), Marquis de Créquy, 8. Juli 1668 Marschall von Frankreich, ⚭ Catherine de Rougé (siehe Haus Rougé), Tochter von Jacques de Rougé, Marquis du Plessis-Bellière († 5. April 1713)
              1. François-Joseph (* 1662; † 13. August 1702), Marquis de Créquy, 1696 Lieutenant-général, ⚭ 4. Februar 1683 Anne d’Aumont, Tochter von Louis, Duc d’Aumont († 1724)
                1. NN (* 1683; † August 1697)
                2. NN, Zwillinge

              2. Nicolas-Charles (* 1669; † 16. März 1696), Marquis de Blanchefort,

            5. Madeleine

          3. (I) Françoise († 23. Januar 1657), ⚭ Maximilien II. de Béthune, Marquis de Rosny († 1634) (Haus Béthune)
          4. (I) Madeleine, ⚭ 11. Juli 1617, Nicolas V. Duc de Villeroy († 1685)

      2. Marie, ⚭ Louis d’Ognies, Comte de Chaulnes († 12. November 1567)
      3. Gilberte, ⚭ Jacques Applaincourt, Seigneur d’Ardecourt
      4. Madeleine, ⚭ Antoine Créton, Seigneur de Surville
      5. Françoise, ⚭ Louis Créton, Seigneur du Fretoy

    2. Jacques
    3. Perrenelle, ⚭ Georges I., Seigneur de Gallerande

  2. Louise, ⚭ 20. Februar 1490, Jacques Turpin, Seigneur de Crissé
  3. Françoise, ⚭ I 23. April 1493 Jean du Maine, Seigneur de Charroux (Haus Valois-Anjou), ⚭ II Jacques Girard, Seigneur de Pacy
  4. Catherine, ⚭ 8. Februar 1494 François de La Roche-Aymon, Seigneur de Châteauneuf-sur-Sioule
  5. Marguerite, ⚭ 20. Februar 1498 Charles II. de Gaucourt, Seigneur de Gaucourt, Sohn von Charles I. de Gaucourt
  6. Jeanne, ⚭ 30. Januar 1501 Jean Brachet, Seigneur de Magnac